# Чахинское сельское поселение
Чахинское се́льское поселе́ние — муниципальное образование в Мценском районе Орловской области Российской Федерации.
Административный центр — село Подбелевец.

## История
Статус и границы сельского поселения установлены Законом Орловской области от 25 октября 2004 года № 434-ОЗ «О статусе, границах и административных центрах муниципальных образований на территории Мценского района Орловской области»

## Население
| 2010 | 2012 | 2013 | 2014  | 2015 | 2016 | 2017 |
| ---- | ---- | ---- | ----- | ---- | ---- | ---- |
| 665  | ↗706 | ↗786 | ↗833  | ↘811 | ↘794 | ↘793 |
| 2018 | 2019 | 2020 | 2021  | 2023 |      |      |
| ↘783 | ↘773 | ↘766 | ↗1007 | ↘984 |      |      |

## Состав сельского поселения
| №  | Населённый пункт | Тип населённого пункта       | Население |
| -- | ---------------- | ---------------------------- | --------- |
| 1  | Афанасьевский    | посёлок                      | 14        |
| 2  | Богданчики       | деревня                      | 50        |
| 3  | Бутики           | деревня                      | 6         |
| 4  | Верхние Прилепы  | деревня                      | 15        |
| 5  | Дмитриевка       | деревня                      | 12        |
| 6  | Лыково-Бухово    | деревня                      | 1         |
| 7  | Нижние Прилепы   | деревня                      | 4         |
| 8  | Новосёлки        | деревня                      | 23        |
| 9  | Подбелевец       | село, административный центр | ↗361      |
| 10 | Подполовецкое    | деревня                      | 21        |
| 11 | Пятиновка        | деревня                      | 1         |
| 12 | Пятово           | деревня                      | 22        |
| 13 | Рябиновка        | деревня                      | 6         |
| 14 | Синяевский       | посёлок                      | 1         |
| 15 | Соборный         | посёлок                      | 15        |
| 16 | Цыгановка        | деревня                      | 10        |
| 17 | Чахино           | деревня                      | ↘98       |